# Душан Баєвич
Душан Баєвич (босн. Dušan Bajević, нар. 10 грудня 1948, Мостар) — югославський футболіст, що грав на позиції нападника. Виступав за клуби «Вележ» та АЕК, а також національну збірну Югославії. Ставав найкращим бомбардиром чемпіонату Югославії та Греції, а також двічі був найкращим бомбардиром кубку Греції. Футболіст року в Югославії (1972).
По завершенні ігрової кар'єри — югославський та боснійський футбольний тренер. Більшість своїх титулів Баєвич здобув у Греції, вигравши десять національних чемпіонств (два — як гравець та вісім — як тренер), чотири Кубка Греції (один — як гравець і три — як тренер). Крім того, як тренер АЕКа ставав володарем Суперкубка Греції та Кубка грецької ліги, а також шість разів визнавався найкращим тренером Греції.

## Клубна кар'єра
З 1963 року навчався в академії клубу «Вележ» зі свого рідного міста Мостар. 13 вересня 1966 року, відбувся дебют 17-ти річного Баеєича в основному складі «Вележа», а з наступного сезону він став основним гравцем команди і забив 12 голів у чемпіонаті Югославії. Одним з найуспішніших сезонів для Душана став сезон 1969/70, коли «Вележ» зайняв третє місце, а сам Баєвич, з 20-ма голами став найкращим бомбардиром чемпіонату, поділивши перше місце з Слободаном Сантрачем. У 1972 році Баєвич став першим гравцем, який удостоївся звання Футболіст року в Югославії. У сезонах 1972/73 і 1973/74 Баєвич стабільно забивав по 20 голів, а «Вележ» двічі посідав друге місце в чемпіонаті.
1977 року Баєвич приймає пропозицію з Греції і переходить в афінський АЕК. В перший же сезон в Греції Баєвич виграє «золотий дубль» — чемпіонат і Кубок Греції, до того ж Баєвич з 9-ма голами стає найкращим бомбардиром розіграшу Кубка Греції. У 1979 році Баєвич знову виграє чемпіонат і знову стає з 9-ма голами найкращим бомбардиром розіграшу Кубка Греції. Черговий сезон 1979/80 стає невдалим для команди, яка посіла лише четверте місце в чемпіонаті, проте сам Баєвич з 25-ма голами став першим іноземцем, який зайняв перше місце в списку найкращих бомбардирів чемпіонату Греції.

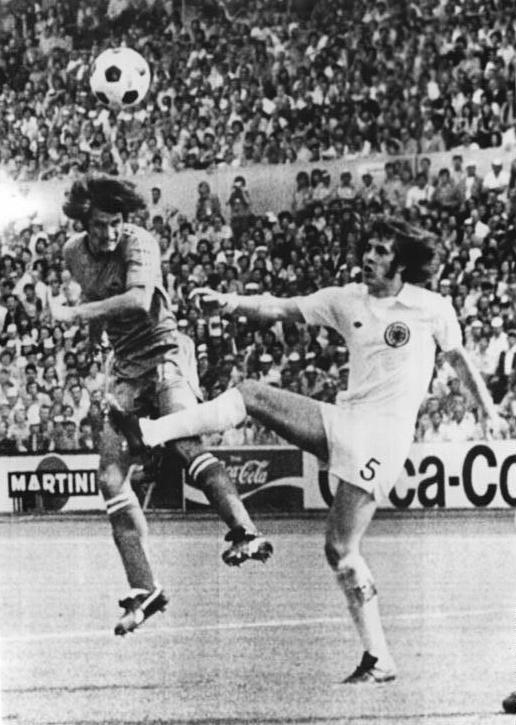
Душан Баєвич (ліворуч) проти Джима Голтона у матчі чемпіонату світу проти збірної Шотландії. 22 червня 1974 року.

В середині 1981 року Баєвич повернувся в «Вележ» щоб відіграти за нього ще два сезони. Всього ж у складі «Вележа» Баєвич провів 13 сезонів, за які зіграв 568 матчів (з них 322 в чемпіонаті) і забив 468 голів (із них 166 в чемпіонаті). 166 голів у чемпіонаті Югославії ставлять Баевича на третє місце в списку найкращих бомбардирів чемпіонату за всю його історію, після Слободана Сантрача і Дарко Панчева.

## Виступи за збірну
8 квітня 1970 року дебютував в офіційних матчах у складі національної збірної Югославії в товариській грі проти збірної Австрії, яка завершилася з рахунком 1:1, причому саме Баєвич став автором єдиного гола збірної Югославії.
У складі збірної був учасником чемпіонату світу 1974 року у ФРН.
Свій останній матч за збірну Баєвич провів 8 травня 1977 року у відбірковому турнірі чемпіонату світу 1978 року проти збірної Румунії, який завершився поразкою югославів з рахунком 0:2. Всього ж за збірну Баєвич зіграв 37 офіційних матчів, в яких забив 29 голів, 5 з яких — 14 червня 1972 року в товариському матчі зі збірною Венесуели. Це досягнення є рекордом національної збірної Югославії. Також Баєвич зіграв 9 матчів за молодіжну збірну Югославії, в яких забив 4 голи і 1 матч за юнацьку збірну Югославії.

## Кар'єра тренера
Розпочав тренерську кар'єру невдовзі по завершенні кар'єри гравця, 1984 року, очоливши тренерський штаб клубу «Вележ», з яким 1986 року виграв Кубок Югославії.
З 1988 працював з грецьким клубом АЕК, який чотири рази приводив до звання чемпіона Греції, а також по разу виграв національний кубок, суперкубок та єдиний розіграш кубка ліги.
1996 року Баєвич очолив «Олімпіакос», з яким за три сезони тричі виграв національний чемпіонат, а також одного разу національний кубок.
2000 року Душан очолив ПАОК, який привів до першого за останні понад 30 років кубка Греції, незабаром після чого повернувся в АЕК, але другий прихід був невдалим — команда під його керівництвом не здобула жодного трофею. На відміну від повернення в «Олімпіакос», де він вдруге працював протягом сезону 2004/05 і виграв з командою золотий дубль.
25 травня 2006 року Баєвич очолив сербську «Црвена Звезду», проте команда спочатку не подолала кваліфікації до Ліги чемпіонів, а потім і не пробилась до групового етапу Кубка УЄФА. Крім того у команди були провали і в чемпіонаті Сербії. В підсумку вже 10 березня 2007 року після домашнього матчу проти «Воєводини», який закінчився поразкою господарів з рахунком 0:3, Душан пішов у відставку. Баєвич покинув лавку запасних на 70-й хвилині, після того як рахунок став 2:0 на користь гостей, і йшов з поля під скандування вболівальників «Душан йди». «Црвена Звезда» у матчах національного чемпіонату не програвала вдома з таким великим рахунком з 1973 року.
Після цього боснійський фахівець повернувся до Греції, де працював з «Арісом», після чого втретє повернувся в АЕК, але знову невдало. За невдалу гру команди в серпні 2010 року Баєвича побили фанати власної команди, а у вересні, після поразки команди з Афін від новачка грецького чемпіонату «Олімпіакоса» з Волоса, обурені вболівальники виламували крісла і кидали ними в гравців своєї команди та головного тренера, через що Баєвич змушений був покинути клуб.
У 2010—2011 роках Баєвич працював з кіпрською «Омонією», але значних результатів також не досяг.
Наразі останнім місцем тренерської роботи був клуб «Атромітос», команду якого Душан Баєвич недовго очолював як головний тренер з червня по грудень 2012 року і був звільнений через виліт команди з національного кубку.

## Титули і досягнення

### Як гравця
- Чемпіон Греції (2):

АЕК: 1977-78, 1978-79
- Володар Кубка Греції (1):

АЕК: 1977-78

### Як тренера
- Володар Кубка Югославії (1):

«Вележ»: 1985-86
- Чемпіон Греції (8):

АЕК: 1988-89, 1991-92, 1992-93, 1993-94
«Олімпіакос»: 1996-97, 1997-98, 1998-99, 2004-05
- Володар Кубка Греції (4):

АЕК: 1995-96
«Олімпіакос»: 1998-99, 2004-05
ПАОК: 2000-01
- Володар Суперкубка Греції (1):

АЕК: 1989
- Володар Кубка грецької ліги (1):

АЕК: 1989-90

### Особисті
- Футболіст року в Югославії: 1972
- Найкращий бомбардир чемпіонату Югославії: 1969/70 (20 голів)
- Найкращий бомбардир чемпіонату Греції: 1979/80 (25 голів)
- Найкращий бомбардир Кубку Греції (2): 1978 (9 голів), 1979 (9 голів)
- 3-е місце у списку найкращих бомбардирів чемпіонату Югославії за всі часи: 166 голів
- Тренер року в Греції (6): 1996, 1998, 1999, 2001, 2003, 2008